# Lawrence Grant
Lawrence Grant, de son vrai nom, Percy Reginald Lawrence-Grant, est un acteur britannique, né à Bournemouth le 30 octobre 1870 et mort à Santa Barbara le 19 février 1952.

## Filmographie

### Années 1910
- 1915 : La Ville éternelle (The Eternal City) de Hugh Ford et Edwin S. Porter : Ambassadeur anglais
- 1918 : To Hell with the Kaiser! de George Irving : Le Kaiser / Robert Graubel
- 1919 : Someone Must Pay : Walter Hargrave

### Années 1920
- 1920 : Someone in the House : Walter Hargrave
- 1920 : The Chorus Girl's Romance : Jose Brasswine
- 1920 : Held in Trust : Dr Babcock
- 1921 : The Great Impersonation : Empereur William d'Allemagne
- 1921 : Extravagance : Oncle Mark
- 1924 : His Hour : Stephen Strong
- 1924 : Le Bonheur en ménage (Happiness) de King Vidor : Mr. Rosselstein
- 1924 : The Dramatic Life of Abraham Lincoln : Acteur au Théâtre Ford
- 1926 : La Duchesse de Buffalo (The Duchess of Buffalo) de Sidney Franklin : Commandant
- 1926 : The Grand Duchess and the Waiter : Le Grand Duc Peter
- 1927 : Serenade : Josef Bruckner
- 1927 : A Gentleman of Paris de Harry d'Abbadie d'Arrast : Général Baron de Latour
- 1927 : Monsieur Albert (Service for Ladies) : Roi Boris
- 1928 : La Femme de Moscou (The Woman from Moscow) de Ludwig Berger : Le Général Stroganoff
- 1928 : Hold 'Em Yale
- 1928 : Épouvante (Something Always Happens) de Frank Tuttle : Le comte de Rochester
- 1928 : La Belle aux cheveux roux (Red hair) de Clarence G. Badger : Juge Rufus Lennon
- 1928 : Doomsday de Rowland V. Lee : Percival Fream
- 1929 : Is Everybody Happy? : Victor Molnár
- 1929 : L'amour dispose (The Exalted Flapper) de James Tinling : Premier Vadisco de Dacia
- 1929 : Bulldog Drummond de F. Richard Jones : Dr Lakington
- 1929 : Le Meurtre du canari (The Canary Murder Case) de Malcolm St. Clair et Frank Tuttle : John Cleaver
- 1929 : The Rainbow
- 1929 : Le Calvaire de Lena X (The Case of Lena Smith)

### Années 1930
- 1930 : The Boudoir Diplomat : Ambassadeur
- 1930 : The Cat Creeps de Rupert Julian et John Willard : Crosby
- 1930 : Oh, Sailor Behave : Von Klaus
- 1930 : Safety in Numbers : Brinker
- 1931 : Le Jardin impie (The Unholy Garden) de George Fitzmaurice : Dr Shayne
- 1931 : Daughter of the Dragon : Sir Basil Courtney
- 1931 : Le Mari de l'Indienne (The Squaw Man) de Cecil B. DeMille : Général Stafford
- 1931 : Their Mad Moment : Sir Harry Congers
- 1931 : Forbidden Adventure (ou Newly Rich) de Norman Taurog : Equerry
- 1931 : Command Performance de Walter Lang : Vellenburg
- 1931 : No, No, Lady : Minor Role
- 1932 : Le Masque d'or (The Mask of Fu Manchu) de Charles Brabin : Sir Lionel Barton
- 1932 : Les Lèvres qui mentent (Faithless) de Harry Beaumont : Mr. Ledyard
- 1932 : Grand Cœur (Divorce in the Family) de Charles Reisner : Kenny
- 1932 : Le Professeur (Speak Easily) de Edward Sedgwick : Dr Bolton
- 1932 : Jewel Robbery : Professeur Bauman
- 1932 : Man About Town : Comte Vonesse
- 1932 : Shanghaï Express (Shanghai Express) de Josef von Sternberg : Révérend Mr. Carmichael
- 1933 : La Reine Christine (Queen Christina) de Rouben Mamoulian
- 1933 : Court-circuit (By Candlelight) de James Whale : Comte von Rischenheim
- 1933 : The Solitaire Man : Sir Charles Brewster - Ambassadeur britannique
- 1933 : Looking Forward de Clarence Brown : Philip Bendicott
- 1933 : Clear All Wires! : MacKenzie
- 1933 : Le Secret de madame Blanche (The Secret of Madame Blanche) de Charles Brabin : Officier
- 1933 : Cavalcade de Frank Lloyd : L'homme au microphone
- 1934 : Le Comte de Monte-Cristo (The Count of Monte Cristo) de Rowland V. Lee : De Villefort Senior
- 1934 : I'll Tell the World : Comte Strumsky
- 1934 : The Man Who Reclaimed His Head d'Edward Ludwig
- 1934 : Quand une femme aime (Riptide) d'Edmund Goulding : Farrington
- 1934 : Nana de Dorothy Arzner et George Fitzmaurice : Grand Duc Alexis
- 1935 : Le Marquis de Saint-Évremont (A Tale of Two Cities) de Jack Conway : Le Procureur
- 1935 : Une plume à son chapeau (A Feather in Her Hat) d'Alfred Santell : Dr Phillips
- 1935 : Cinquante mille dollars morte ou vive (Three Kids and a Queen) d'Edward Ludwig : Wilfred Edgar
- 1935 : L'Ange des ténèbres (The Dark Angel) de Sidney Franklin : Mr. Tanner
- 1935 : Le Monstre de Londres (Werewolf of London) de Stuart Walker : Sir Thomas Forsythe
- 1935 : La Femme et le Pantin (The Devil Is a Woman) de Josef von Sternberg
- 1935 : La Fugue de Mariette (Naughty Marietta) de W. S. Van Dyke
- 1935 : Vanessa: Her Love Story : Amery Herries
- 1936 : Marie Stuart (Mary of Scotland) de John Ford : Juge
- 1936 : The White Angel : Colonel
- 1936 : L'Heure mystérieuse (The Unguarded Hour) : Juge
- 1936 : La Maison aux mille bougies (The House of a Thousand Candles) : Sir Andrew McIntyre
- 1936 : Le Petit Lord Fauntleroy (Little Lord Fauntleroy) de John Cromwell
- 1936 : Annie du Klondike (Klondike Annie) de Raoul Walsh : Sir Gilbert
- 1937 : Le Prisonnier de Zenda (The Prisoner of Zenda) de John Cromwell : Marshal Strakencz
- 1937 : S.O.S. Coast Guard : Rabinisi
- 1937 : Confession : Docteur
- 1937 : Sous la robe rouge (Under the Red Robe) de Victor Sjöström : Père Joseph
- 1937 : Les Horizons perdus (Lost Horizon) de Frank Capra : Premier homme
- 1938 : La Famille sans-souci (The Young in Heart) de Richard Wallace : Mr. Hutchins
- 1938 : Service de Luxe, de Rowland V. Lee : Voroshinsky
- 1938 : Marie-Antoinette de W. S. Van Dyke : Vieil aristocrate à la naissance du Dauphin
- 1938 : La Huitième Femme de Barbe-Bleue (Bluebeard's Eighth Wife), d'Ernst Lubitsch : Professeur Urganzeff
- 1939 : Les Maîtres de la mer (Rulers of the Sea) de Frank Lloyd : Mr Negley
- 1939 : Pride of the Blue Grass : Lord Shropshire
- 1939 : Ninotchka d'Ernst Lubitsch : Général Savitsky
- 1939 : Frères héroïques (The Sun Never Sets)
- 1939 : Wife, Husband and Friend : Rudolph Hertz
- 1939 : Le Fils de Frankenstein (Son of Frankenstein), de Rowland V. Lee : Bourgmestre

### Années 1940
- 1940 : Le Fils de Monte-Cristo (The Son of Monte Cristo) de Rowland V. Lee : Baron
- 1940 : Une dépêche Reuter (A Dispatch from Reuter's) de William Dieterle : Membre du Parlement
- 1940 : Women in War de John H. Auer : Sir Gordon, avocat de la Défense
- 1940 : British Intelligence Service (British Intelligence) de Terry O. Morse : Brigadier Général
- 1941 : Docteur Jekyll et M. Hyde (Dr Jekyll and Mr. Hyde) de Victor Fleming : Dr Courtland
- 1941 : Une femme de trop (Our Wife) : Dr Holgarth
- 1941 : La Proie du mort (Rage in Heaven) de W. S. Van Dyke : Consul britannique
- 1942 : The Living Ghost : Dr Bruhling
- 1942 : My Heart Belongs to Daddy : Mr. Robertson
- 1942 : Le Spectre de Frankenstein (The Ghost of Frankenstein)
- 1943 : G-men vs. the Black Dragon : Sir John Brookfield
- 1945 : Agent secret (Confidential Agent) de Herman Shumlin : Lord Fetting